# 盖亚山
盖亚山（英語：Mount Gya），又称甲日山、6795高地，海拔6795米（另一说为6794米），地理坐标，位于中国西藏阿里地区札达县楚鲁松杰乡西北角与印度喜马偕尔邦司丕提地区及拉达克东南角的交界处，是中印未定边界西段的终点，属于喜马拉雅山脉。
根据当地藏族居民的解释，“盖亚”一名有多种意思，如“白”、“百”、“中国人长须的末端”等。

## 领土争议
由于中印边界从未划界，在盖亚山附近的楚木惹（Chumar、Chumur；楚马）、支普齐（Chepzi），2009年至2013年間中印军队发生过多次彼此声称为入侵对方领土的行为。